# Saccella bathybia
Saccella bathybia is een tweekleppigensoort uit de familie van de Nuculanidae. De wetenschappelijke naam van de soort is voor het eerst geldig gepubliceerd in 1932 door Prashad als Nuculana (Nuculana) bathybia.